# Kirche Lositz

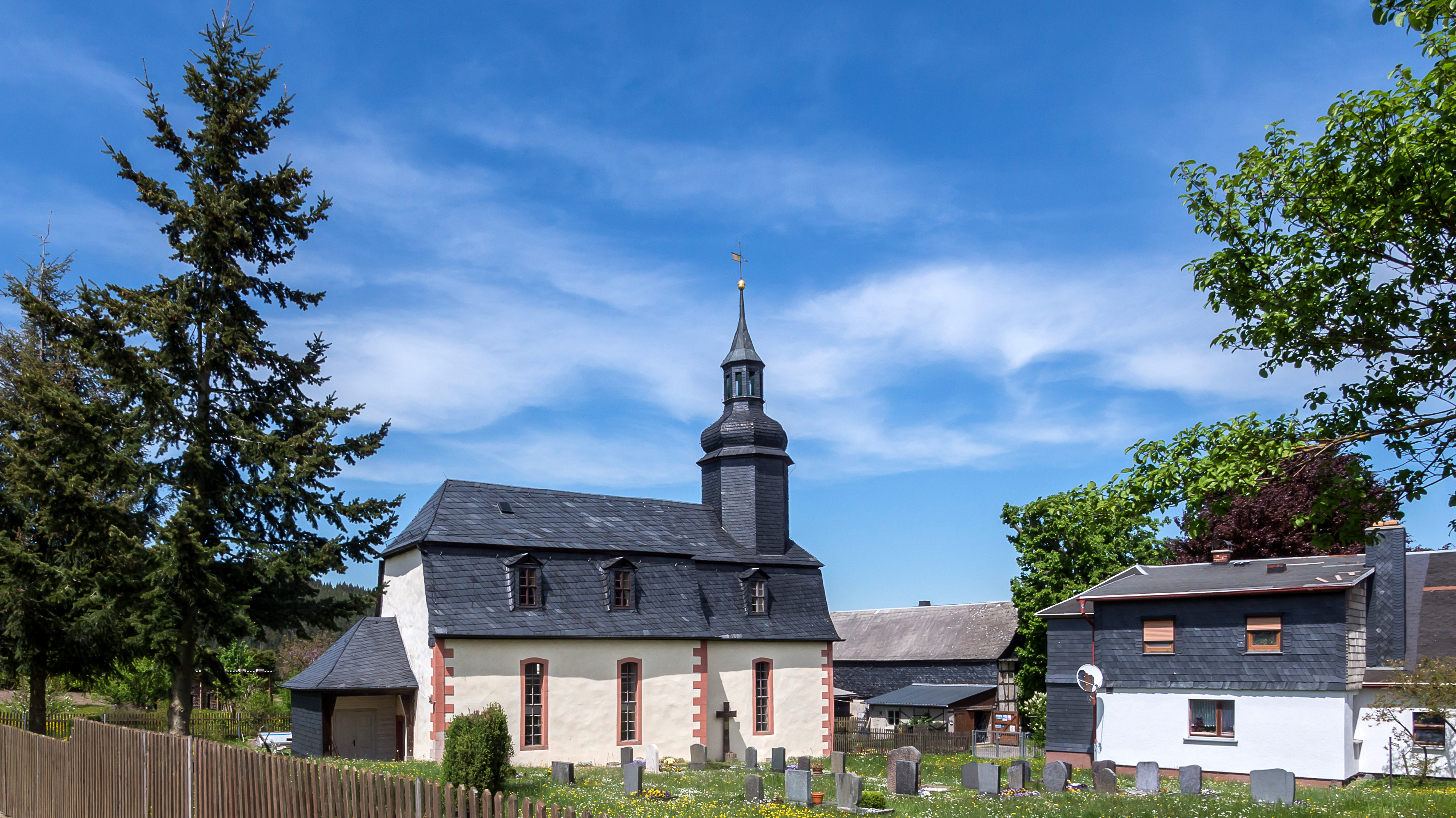
Kirche Lositz

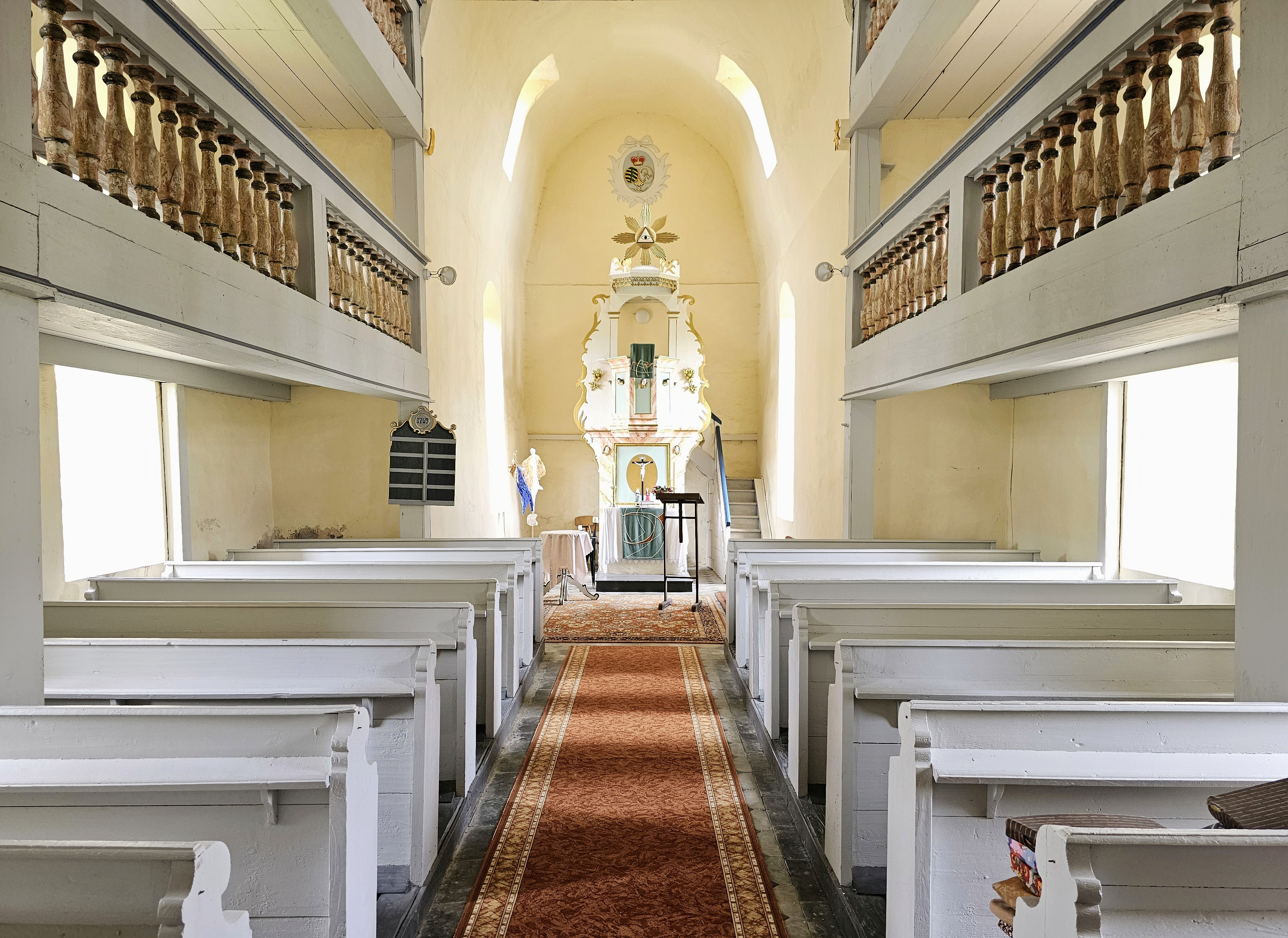
Innenraum (2023)

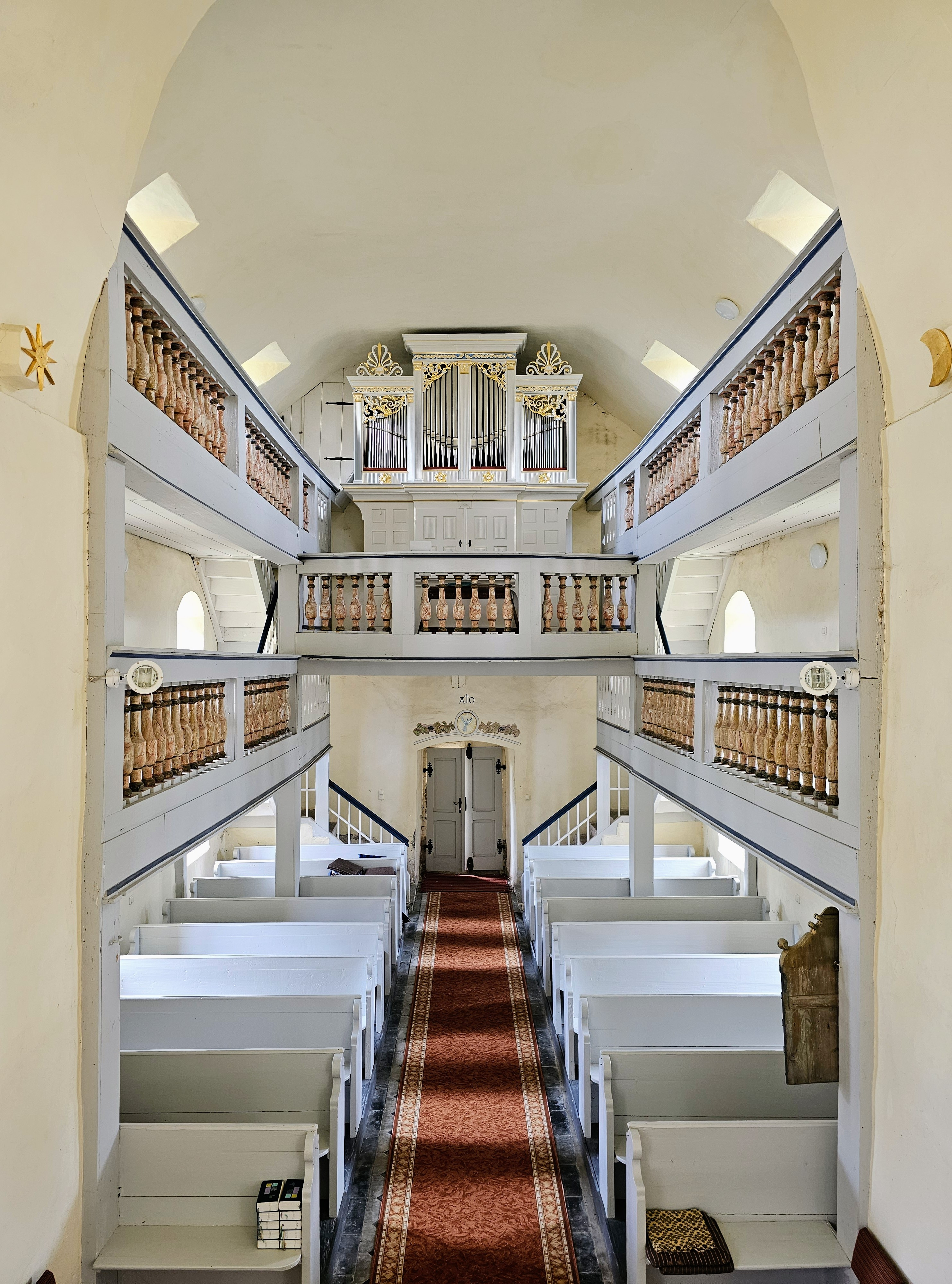
Innenraum, Blick zur Orgel

Die evangelisch-lutherische Kirche Lositz steht in Lositz-Jehmichen, das zum Ortsteil Saalfelder Höhe der Stadt Saalfeld/Saale im Landkreis Saalfeld-Rudolstadt in Thüringen gehört. Der Gemeindeteil Lositz der Kirchengemeinde Hoheneiche gehört zum Pfarrbereich Hoheneiche im Kirchenkreis Rudolstadt-Saalfeld der Evangelischen Kirche in Mitteldeutschland.

## Geschichte
Die erste Kirche am Ort wurde im Dreißigjährigen Krieg zerstört. 1650 wurde sie wieder aufgebaut. Die heutige Kirche entstand nach dem Abriss des Vorgängerbaus im Jahr 1796.

## Beschreibung
Die Saalkirche, die Teile des Vorgängerbaus enthält, hat einen eingezogenen Chor im Nordosten, über dem sich der achtseitige Dachturm mit bauchiger Haube und offener Laterne erhebt. Das Langhaus und der Chor sind jeweils mit einem Mansarddach bedeckt. Der Innenraum hat zweigeschossige Emporen und ist mit einer Flachdecke überspannt. Der Chor trägt ein Tonnengewölbe. Zur Kirchenausstattung gehört ein Kanzelaltar aus dem 18. Jahrhundert. Die Orgel mit 10 Registern, verteilt auf ein Manual und Pedal, wurde 1844 von Johann Friedrich Georgi gebaut. Eine Restaurierung erfolgte 2013–2016. Ihre Disposition kann auf der Website des Kirchenkreises eingesehen werden.